# 로버트 플로이드
로버트 플로이드(Robert W Floyd, 1936년 6월 8일 – 2001년 9월 25일)는 1978년에 튜링상을 수상한 저명한 컴퓨터과학자이다.
플로이드는 뉴욕에서 태어났다. 1953년에 시카고 대학에서 자유 인문 전공으로 학사 학위를 취득하였는데 이때 나이가 불과 17세였다. 그리고 두 번째 학사 학위를 1958년에 물리학 전공으로 취득하였다.
1960년대 초에 오퍼레이터가 되어, 주목할 만한 논문을 여러 편 쓰기 시작하였다. 27세에는 카네기 멜론 대학교의 부교수로 임용되었고, 6년 뒤에는 스탠포드 대학교의 정교수가 되었다. 보통 대학 교수는 박사 학위 소지자여야 하는 경우가 많지만, 플로이드는 박사 학위 없이 교수가 되었다.
플로이드는 그래프에서 모든 최단 경로를 찾는 효율적인 방법인 플로이드 알고리즘을 고안한 것으로 유명하고, 그밖에 파싱, 프로그램 검증 등의 분야에 기여하였다. 플로이드-스타인버그 디더링을 제안하기도 하였다.
플로이드는 도널드 커누스와 가깝게 일했고 특히 커누스의 획기적인 책 컴퓨터 프로그래밍의 예술의 주요 리뷰어였으며, 이 책에서 가장 많이 인용된 인물이기도 하다. 플로이드는 리처드 바이겔(Richard Beigel)과 함께 기계의 언어: 계산가능성과 형식 언어 입문(1994, W.H. Freeman and Company, ISBN 978-0-7167-8266-7)이라는 교재를 공저하기도 했다.
플로이드는 1978년에 효율적이고 신뢰성 있는 소프트웨어를 개발하는 방법론에 분명한 영향을 준 것과 파싱 이론, 프로그래밍 언어 의미론, 자동 프로그램 검증, 자동 프로그램 합성, 알고리즘 분석 분야에 기여한 공로로 튜링상을 수상하였다.
플로이드는 결혼과 이혼을 두 번씩 했고 네 자녀를 두었다. 취미는 백개먼과 산책이다.